# Coprosma niphophila
Coprosma niphophila là một loài thực vật có hoa trong họ Thiến thảo. Loài này được Orchard mô tả khoa học đầu tiên năm 1987.